# Desert Roads
Desert Roads is een compositie van de Amerikaanse componist David Maslanka. Maslanka componeert voornamelijk voor harmonieorkesten en of brassbands / fanfares. Dit stuk is geschreven voor de Illinois State University Wind Symphony, een Amerikaanse versie van een harmonieorkest. De stijl waarin het gecomponeerd is, doet nauwelijks denken aan moderne muziek.
Desert Roads kan gezien worden als een kruising tussen een klarinetconcert en een variatie van lied zonder woorden, waarbij de klarinet de dragende stem is. Basis voor het werk werd gevonden in het veertigdaagse verblijf van Jezus van Nazareth en het veertigjarig verblijf van Mozes en Israël in de woestijn, die een innerlijke zoektocht op gang bracht.

## Delen
1. Desert Roads (7:21)
2. Soliloquy – not knowing (zoeken naar juiste geestelijke koers) (3:15)
3. Coming home (opgedragen Frederick Fennell) (11:35)
4. Pray for tender voices in de darkness (contemplatie en benedictus) (8:08)

De delen 2 en 3 bevatten muziek die doet denken aan die van Philip Glass, maar dan zonder de minimal music-trekjes.

## Orkestratie
- solo bes-klarinet
- 2 dwarsfluiten; 2 hobo's, 2 bes-klarinetten, 2 c-klarinetten, 1 a-klarinet, 2 fagotten
- sopraansaxofoon, altsaxofoon, tenorsaxofoon, baritonsaxofoon
- 2 hoorns, 2 trompetten, 2 trombones, eufonium, tuba
- 5x percussie, pauken, harp, cymbaal

## Bron en discografie
- Uitgave Albany Records: ISUWS o.l.v. Stephen K. Steele; klarinettist David Gresham, docent klarinet aan de Illinois State University.